# 1928 في تركيا
فيما يلي عرض للأحداث التي حدثت في عام 1928 في تركيا.

## البرلمان
- برلمان تركيا الثالث

## في المنصب
- الرئيس – مصطفى كمال أتاتورك
- رئيس الوزراء – عصمت إينونو

## الحزب الحاكم وحزب المعارضة الرئيسي
- الحزب الحاكم – حزب الشعب الجمهوري

## مجلس الوزراء
- حكومة عصمت إينونو الرابعة

## الأحداث
- 3 فبراير – أول خطبة جمعة في تركيا
- 31 آذار / مارس – زلزال حول توربالي (غرب الأناضول)
- 9 آب / أغسطس – كمال أتاتورك أعلن أن الأبجدية التركية (نسخة من الأبجدية اللاتينية) سوف تحل محل الأبجدية العربية في اللغة التركية.

## مواليد
- 16 آب / أغسطس – أرا جولير، مصور

## معرض صور

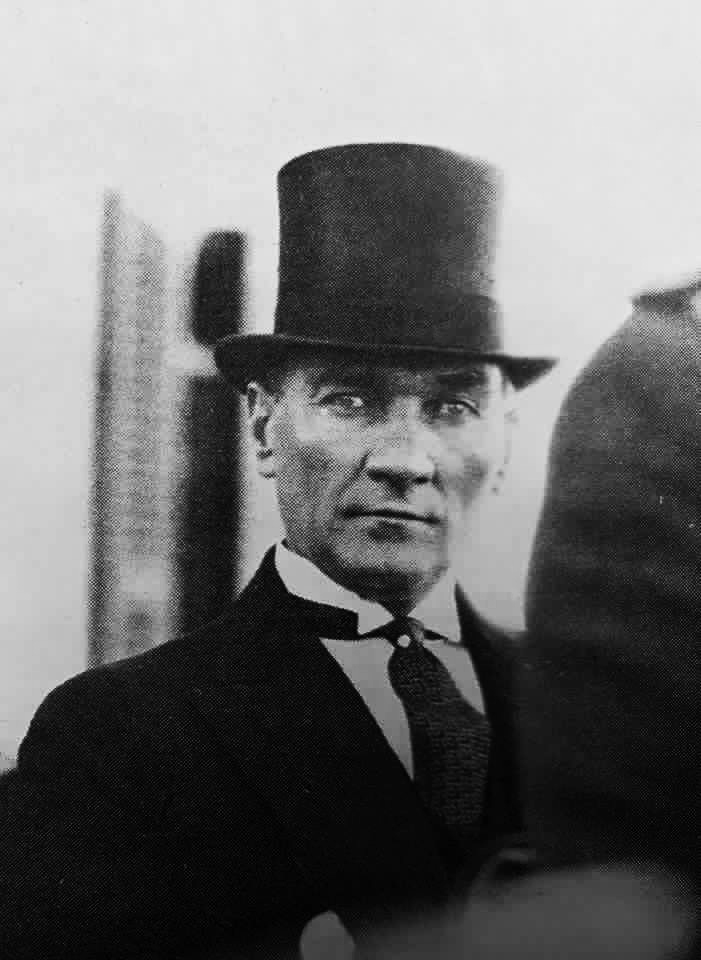
كمال أتاتورك
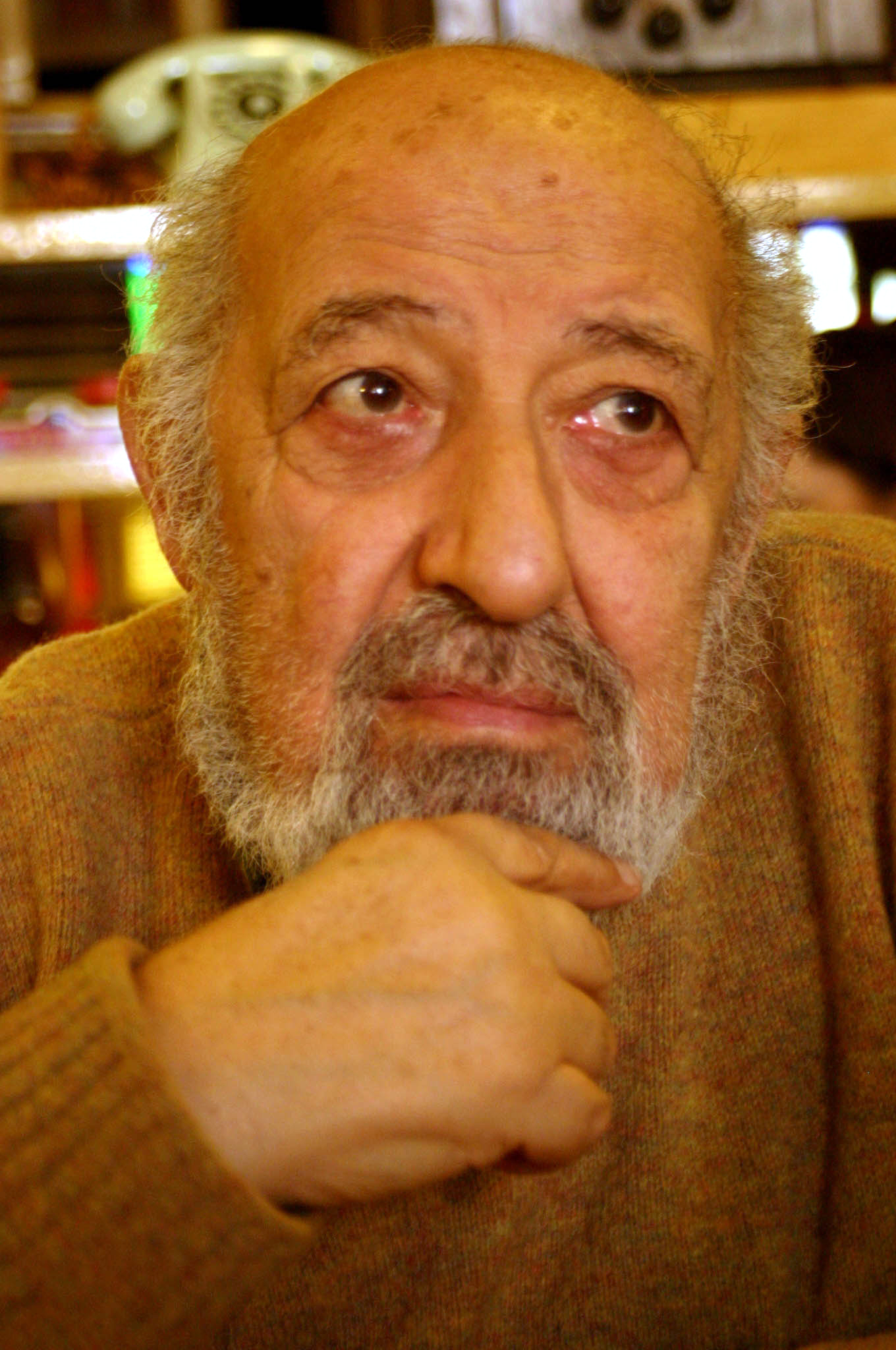
أرا جولير